# Вочема
Вочема — река в Костромской области России, протекает по территории Парфеньевского района. Устье реки находится в 37 км от устья Вохтомы по правому берегу. Длина реки составляет 4,8 км.

## География
Реку, на её 3-м километре, пересекает автодорога Савино-Матвеево, вблизи деревни Потапово.

## Притоки
(указано расстояние от устья)
- 1 км: безымянный ручей
- 4 км: безымянный ручей